# 葉以蕃
葉以蕃（1534年—1566年），字承叔，一字子承，號石泉，浙江處州府遂昌縣人，民籍，明朝政治人物。

## 生平
嘉靖三十七年（1558年）戊午科順天鄉試第五十二名舉人，四十一年（1562年）中式壬戌试會試第十九名，二甲第十九名進士。初授工部营缮司主事，官至工部員外郎，敏于任事，工于擘画。嘉靖四十五年卒，年三十三。

## 家族
曾祖葉昭；祖父葉魁；父葉弘淵，母王氏。